# Деха, Ирина Михайловна
Ирина Михайловна Деха (14 мая 1996 года) — украинская тяжелоатлетка, четырёхкратная чемпионка Европы 2016, 2021, 2022 и 2023 годов, чемпионка мира среди юниоров 2016 года,Заслуженый мастер спорта Украины . .Чемпионка Всемирной Универсиады 2017. Победитель Кубка мира 2020. Участница летних Олимпийских игр 2016 года в Рио-де-Жанейро и 2020 года в Токио. Чемпионка Европы среди юниоров 2016. Чемпионка Европы среди молодёжи 2019
Рекордсменка Украины.

## Биография
Ирина Деха родилась 14 мая 1996 года в Харькове (Украина).
Представляет ФСТ «Динамо» (Харьковская область). Заслуженый Мастер спорта Украины . Тренируется у тренера Шилова Евгения Ивановича.

## Спортивные достижения
В 2013 году завоевала серебряную медаль в весовой категории до 69 кг на чемпионате мира среди юношей и девушек до 17 лет
В 2015 году стала бронзовым призёром чемпионата мира во Вроцлаве в весовой категории до 75 кг и завоевала «малую» серебряную медаль в рывке.
Чемпионка мира среди юниоров 2016 года.
В 2016 году на чемпионате Европы в Фёрде завоевала три золотые медали в весовой категории до 75 кг: в рывке, толчке и сумме многоборья.
На Олимпийских играх-2016 в Рио-де-Жанейро заняла пятое место, показав результат с весом 247 кг (114 кг в рывке и 133 кг в толкании).
В апреле 2021 года на Чемпионате Европы в Москве, украинская тяжёлоатлетка в весовой категории до 76 кг, с результатом 248 килограмм стала чемпионкой Европы. В упражнении "рывок" с весом 113 кг, а также в упражнении "толчок" с весом 135 кг она завоевала малые золотые медали.
На чемпионате мира 2022 года в Боготе, в Колумбии в категории до 81 кг Ирина стала четвёртой по сумме двух упражнений с результатом 260 кг и завоевала малую золотую медаль в рывке (122 кг).
В Ереване, на чемпионате Европы 2023 года в категории до 81 кг завоевала золотую медаль с результатом 258 кг по сумме двух упражнений. В отдельных упражнениях также ей достались две малые золотые медали.